# Daudkandi
Daudkandi è un sottodistretto (upazila) del Bangladesh situato nel distretto di Comilla, divisione di Chittagong. Si estende su una superficie di 376,23 km² e conta una popolazione di 349 910 abitanti (censimento 2011).